# Врятуй мене (фільм)
Врятуй мене (англ. Rescue Me) — американський комедійний бойовик.

## Сюжет
Затятий фотограф старшокласник, закоханий в саму розкішну дівчину в школі, дізнається, що та повинна зустрітися біля річки зі своїм хлопцем — найпопулярнішим спортсменом школи. Знаючи, що купатися вони будуть без купальників, він прихоплює з собою фотоапарат і влаштовується поблизу на дереві. У тому ж місці хлопець, який відчуває матеріальні труднощі, домовився продати фальшиві акцизні марки, знайдені ним в пустелі біля розбитого літака, двом аферистам. У результаті ті викрали і марки, і гроші, і дівчисько, за яку зажадали викуп з татуся-банкіра у чверть мільйона доларів. Юнак знаходить хлопця і, показавши знімки біля річки, переконує його (ветерана В'єтнаму), допомогти йому повернути кохану дівчину. Далі йдуть комедійні пригоди, в ході яких хлопці стають друзями.

## У ролях
- Майкл Дудікофф — Даніель «Mac» Макдональд
- Стівен Дорфф — Фрейзер Свіні
- Емі Доленц — Джіні Графтон
- Пітер ДеЛуїс — Роуді
- Вільям Лаккінг — Курт
- Ді Воллес-Стоун — Сара Свіні
- Ліз Торрес — Керні
- Денні Нуччі — Тодд
- Ті Гардін — шериф Гілберт
- Кімберлі Кейтс — Сінді
- Керолайн Шлітт — Девн Джонсон
- Пол Джойнт — Стемп Буєр
- Джеффрі Крейг Гарріс — Джонні, лідер групи Торс
- Джейсон Крістофер — Біллі
- Ліза Лоуренс — Гілларі Семюелс
- Джон Міранда — заступник Альберт
- Джиммі Карвілль — Гектор
- Джоан Келлі — директор школи
- Крісті Харріс — Кеті
- Роберт Глен Кіт — Карл
- Наталі Баріш — вчитель хімії
- Саманта Філліпс — Чері
- Шеріл Періс — Ганна
- Рік Фіттс — національний гвардієць
- Пітер Гонно — містер Графтон
- Гері Бісідж — агент ФБР
- Дін Мінерд — репортер
- Гас Коррадо — репортер
- Памела Кей Девіс — репортер
- Боб Тутл — репортер
- Джейн Вест — репортер
- Денніс Геннінг — механік на заправці
- Крістофер Кері — бомж
- Шоун Гарріс — член групи Торс
- Джоі Карсон — член групи Торс
- Джиммі Поллок — член групи Торс
- Міккі Вілліс — член групи Торс
- Паула Мессіна — Харрієт
- Джиммі Шеннон — сержант
- Седі Вералді — секретар школи
- Вільям Гедж — футбольний тренер
- Ерік Норріс — головоріз
- Едді Браун — головоріз
- Денніс Мадалон — головоріз

в титрах не вказані
- Джонатан Кодер — водій Корвета
- Пітер Елліотт — агент ФБР
- Томас Урб — музикант